# Sylvain Wiltord
Sylvain Wiltord (sinh 10 tháng 5 năm 1974) là một cựu cầu thủ bóng đá người Pháp đã chơi như một tiền vệ cánh.
Điểm nổi bật trong sự nghiệp của câu lạc bộ của anh bao gồm thời kỳ bốn mùa của anh tại Arsenal, nơi anh đã giành được hai danh hiệu Premier League và hai Cup FA. Anh cũng giành được chiến thắng Ligue một trong mỗi ba mùa tiếp theo của mình tại Lyon.
Wiltord 92 lần khoác áo đội tuyển bóng đá quốc gia Pháp và ghi được 26 bàn thắng. Anh chơi tại Thế vận hội năm 1996, hai kỳ World Cup và hai giải vô địch châu Âu. Wiltord là một phần của đội bóng của họ đã giành Euro 2000 và lọt vào chung kết của World Cup 2006.

## Thống kê sự nghiệp

### Quốc tế
| #  | Ngày                 | Địa điểm                                      | Đối thủ    | Bàn thắng | Kết quả | Giải đấu                                         |
| -- | -------------------- | --------------------------------------------- | ---------- | --------- | ------- | ------------------------------------------------ |
| 1  | 31 tháng 3 năm 1999  | Stade de France, Saint-Denis, Pháp            | Armenia    | 1–0       | 2–0     | Vòng loại Euro 2000                              |
| 2  | 5 tháng 6 năm 1999   | Stade de France, Saint-Denis, Pháp            | Nga        | 2–1       | 2–3     | Vòng loại Euro 2000                              |
| 3  | 29 tháng 3 năm 2000  | Hampden Park, Glasgow, Scotland               | Scotland   | 1–0       | 2–0     | Giao hữu                                         |
| 4  | 6 tháng 6 năm 2000   | Sân vận động Mohamed V, Casablanca, Maroc     | Maroc      | 5–1       | 5–1     | King Hassan II International Cup Tournament 2000 |
| 5  | 11 tháng 6 năm 2000  | Sân vận động Jan Breydel, Brugge, Bỉ          | Đan Mạch   | 3–0       | 3–0     | Euro 2000                                        |
| 6  | 2 tháng 7 năm 2000   | Sân vận động Feijenoord, Rotterdam, Hà Lan    | Ý          | 1–1       | 2–1     | Euro 2000                                        |
| 7  | 4 tháng 10 năm 2000  | Stade de France, Saint-Denis, Pháp            | Cameroon   | 1–0       | 1–1     | Giao hữu                                         |
| 8  | 15 tháng 11 năm 2000 | Sân vận động BJK İnönü, Istanbul, Thổ Nhĩ Kỳ  | Thổ Nhĩ Kỳ | 2–0       | 4–0     | Giao hữu                                         |
| 9  | 24 tháng 3 năm 2001  | Stade de France, Saint-Denis, Pháp            | Nhật Bản   | 3–0       | 5–0     | Giao hữu                                         |
| 10 | 25 tháng 4 năm 2001  | Stade de France, Saint-Denis, Pháp            | Bồ Đào Nha | 1–0       | 4–0     | Giao hữu                                         |
| 11 | 30 tháng 5 năm 2001  | Sân vận động World Cup Daegu, Daegu, Hàn Quốc | Hàn Quốc   | 5–0       | 5–0     | FIFA Confederations Cup 2001                     |
| 12 | 3 tháng 6 năm 2001   | Sân vận động Munsu Cup, Ulsan, Hàn Quốc       | México     | 1–0       | 4–0     | FIFA Confederations Cup 2001                     |
| 13 | 7 tháng 9 năm 2002   | Sân vận động GSP, Nicosia, Cộng hòa Síp       | Síp        | 2–1       | 2–1     | Vòng loại Euro 2004                              |
| 14 | 12 tháng 10 năm 2002 | Stade de France, Saint-Denis, Hàn Quốc        | Slovenia   | 4–0       | 5–0     | Vòng loại Euro 2004                              |
| 15 | 16 tháng 10 năm 2002 | Sân vận động Ta' Qali, Ta' Qali, Malta        | Malta      | 3–0       | 4–0     | Vòng loại Euro 2004                              |
| 16 | 29 tháng 3 năm 2003  | Sân vận động Félix-Bollaert, Lens, Pháp       | Malta      | 1–0       | 6–0     | Vòng loại Euro 2004                              |
| 17 | 26 tháng 6 năm 2003  | Stade de France, Saint-Denis, Pháp            | Thổ Nhĩ Kỳ | 3–1       | 3–2     | FIFA Confederations Cup 2003                     |
| 18 | 20 tháng 8 năm 2003  | Sân vận động Genève, Genève, Thụy Sĩ          | Thụy Sĩ    | 1–0       | 2–0     | Giao hữu                                         |
| 19 | 6 tháng 9 năm 2003   | Stade de France, Saint-Denis, Pháp            | Síp        | 2–0       | 5–0     | Vòng loại Euro 2004                              |
| 20 | 6 tháng 9 năm 2003   | Stade de France, Saint-Denis, Pháp            | Síp        | 3–0       | 5–0     | Vòng loại Euro 2004                              |
| 21 | 28 tháng 5 năm 2004  | Sân vận động Mosson, Montpellier, Pháp        | Andorra    | 1–0       | 4–0     | Giao hữu                                         |
| 22 | 28 tháng 5 năm 2004  | Sân vận động Mosson, Montpellier, Pháp        | Andorra    | 2–0       | 4–0     | Giao hữu                                         |
| 23 | 13 tháng 10 năm 2004 | Sân vận động GSP, Nicosia, Cộng hòa Síp       | Síp        | 1–0       | 2–0     | Vòng loại World Cup 2006                         |
| 24 | 12 tháng 10 năm 2005 | Stade de France, Saint-Denis, Pháp            | Síp        | 2–0       | 4–0     | Vòng loại World Cup 2006                         |
| 25 | 1 tháng 3 năm 2006   | Stade de France, Saint-Denis, Pháp            | Slovakia   | 1–1       | 1–2     | Giao hữu                                         |
| 26 | 31 tháng 5 năm 2006  | Sân vận động Félix-Bollaert, Lens, Pháp       | Đan Mạch   | 2–0       | 2–0     | Giao hữu                                         |